# Шимога (округ)
Шимога (канн. ಶಿವಮೊಗ್ಗ; англ. Shimoga) или Шивамогга (англ. Shivamogga) — округ в индийском штате Карнатака. Административный центр — город Шимога. Площадь округа — 8477 км². По данным всеиндийской переписи 2001 года население округа составляло 1 642 545 человек. Уровень грамотности взрослого населения составлял 74,5 %, что выше среднеиндийского уровня (59,5 %). Доля городского населения составляла 34,8 %.